# Premio letterario Racalmare Leonardo Sciascia
Il Premio letterario Racalmare Leonardo Sciascia è un premio letterario che viene assegnato nella città di Grotte in provincia di Agrigento.

## Storia
Il premio venne istituito nel 1980 come Premio Racalmare - Città di Grotte, prendendo il nome da una contrada del comune agrigentino.
Nel 1990, dopo la morte di Leonardo Sciascia suo presidente, fu deciso di intitolare il premio allo scrittore, originario di Racalmuto in provincia di Agrigento.
Il premio è stato assegnato, nel corso degli anni, a scrittori quali Gesualdo Bufalino, Matteo Collura, Vincenzo Consolo, Manuel Vázquez Montalbán, Andrea Camilleri e allo stesso Leonardo Sciascia alla memoria.

## Vincitori
- 2024 Francesca Maccani, Agata del vento, Rizzoli[3]
- 2023 Nino De Vita alla carriera[4]
- 2022 Andrea Vitali, Sono mancato all’affetto dei miei cari, Einaudi[5]
- 2021 Giosuè Calaciura, Io sono Gesù, Sellerio - (Premio speciale a Roberto Andò)[6]
- 2020 Non assegnato
- 2019 Evelina Santangelo, Da un altro mondo, Einaudi ex aequo con Cristina Cassar Scalia, Sabbia nera, Einaudi
- 2018 casa editrice Sellerio, premio speciale
- 2017 Simona Lo Iacono, Il Morso, Neri Pozza
- 2016 Gianni Farinetti, Il ballo degli amanti perduti, Marsilio
- 2014 Carmelo Sardo e Giuseppe Grassonelli, Malerba, Mondadori[7]
- 2013 Fabio Stassi, L'ultimo ballo di Charlot, Sellerio
- 2012 Giorgio Fontana, Per legge superiore, Sellerio
- 2011 Franco Di Mare, Non chiedere perché, Rizzoli
- 2010 Benedetta Tobagi, Come mi batte forte il cuore, Einaudi
- 2008 Leonardo Sciascia, alla memoria
- 2007 Vincenzo Rabito, Terra matta, Einaudi
- 2006 Amara Lakhous, Scontro di civiltà per un ascensore a Piazza Vittorio, edizioni E/O
- 2005 Giovanna Giordano, Il mistero di Lithian, Marsilio
- 2004 Maria Rosa Cutrufelli, La donna che visse per un sogno, Frassinelli
- 2003 Pino Di Silvestro, La fuga, la sosta. Caravaggio a Siracusa., Rizzoli
- 2003 Andrea Camilleri, premio alla carriera
- 2001 Carmine Abate, La moto di Scanderberg, Fazi
- 2000 Maria Attanasio, Di Concetta e le sue donne, Sellerio
- 1999 Fabrizia Ramondino, L'isola riflessa, Einaudi
- 1998 Antonio Castelli, Passi a piedi, passi a memoria, Sellerio
- 1997 Giovanna Giordano, Trentaseimila giorni, Marsilio
- 1996 Gesualdo Bufalino, Tommaso e il fotografo cieco, Bompiani
- 1995 Lidia Storoni Mazzolani, Sul mare della vita, Sellerio
- 1991 Cecilia Kin, Autoritratto in rosso, Lucarini
- 1990 Luisa Adorno, Arco di Luminara, Sellerio
- 1989 Manuel Vázquez Montalbán, Assassinio al Comitato Centrale, Sellerio
- 1988 Vincenzo Consolo, Retablo, Sellerio
- 1987 Marta Morazzoni, La ragazza col turbante, Longanesi
- 1986 Gesualdo Bufalino, L'uomo invaso, Bompiani
- 1982 Matteo Collura, Associazione indigenti, Einaudi